# Gallicant (barri)
Gallicant és un dels barris més antics de la Garriga, situat just a tocar de Figaró i Montmany, entre la C-17 i el riu Congost. El barri, de caràcter rural, el formen dos carrers. En un hi ha la famosa (i ja tancada) fonda Gallicant. Moltes de les cases daten dels segles xvi i xviii.
El nom del barri prové del llatí Galliicantum (cant del gall) i és que es deia que els veïns de Montmany sentien el cant del gall quan anaven cap a missa.
Per accedir-hi s'ha de passar pel Figaró i agafar la sortida en direcció a la Garriga. A simple vista es veuen dos carrers paral·lels i després l'entrada al casino de Figaró.